# SquirrelMail
SquirrelMail is een webmail e-mailclient. Dit houdt in dat e-mails via een website gelezen en beantwoord kunnen worden. Het vormt een alternatief voor bijvoorbeeld Microsoft Outlook Web Access dat veel gebruikt wordt in bedrijven met een Exchange-server. Er zijn plug-ins beschikbaar. SquirrelMail is als opensourcesoftware vrijgegeven onder de GPL.